# Jaroslav Luzum
Jaroslav Luzum (4. března 1940 – 2018 České Budějovice) byl český fotograf a tenisový trenér.

## Život
Jaroslav Luzum se narodil 4. března 1940. Vystudoval gymnázium v Chrudimi a Vysokou školu elektrotechnickou v Plzni. Během studia navštěvoval spolu se stejně zaměřenými přáteli večery mladých básníků, malířů a spisovatelů v divadle Alfa. Se čtyřmi spolužáky zde založil skupinu výtvarné fotografie F5. První souborná výstava skupiny proběhla v roce 1963. Následovaly další výstavy pod názvy Vteřiny života, Děti objektivem, Foto session. Po ukončení vysokoškolských studií se přestěhoval do Českých Budějovic a dálkově absolvoval dvouletou Lidovou univerzitu fotografie při FAMU u doc. Jána Šmoka. Jako fotograf působil v Malém divadle v Českých Budějovicích, v jihočeském tisku. Jeho fotografie jsou součástí uměleckých katalogů či knih. V Českých Budějovicích spolupracoval se skupinou Fotos. V jeho fotografickém archivu převažují dokumentární a reportážní portréty. Vytvořil cyklus fotografií Cirkus, fotografoval českobudějovické majálesy a okupaci Československa vojsky Varšavské smlouvy v roce 1968.
Fotografie vystavoval společně se skupinou F5 nebo Fotos. Samostatných výstav měl devět, poslední v roce 2024 v Českých Budějovicích v Galerii Nahoře v Kulturním domě Metropol CB ve dnech 1. října až 9. listopadu. Mezi samostatné výstavy patří i výstavy ve Västeras (Švédsko), v Berlíně a v Paříži.

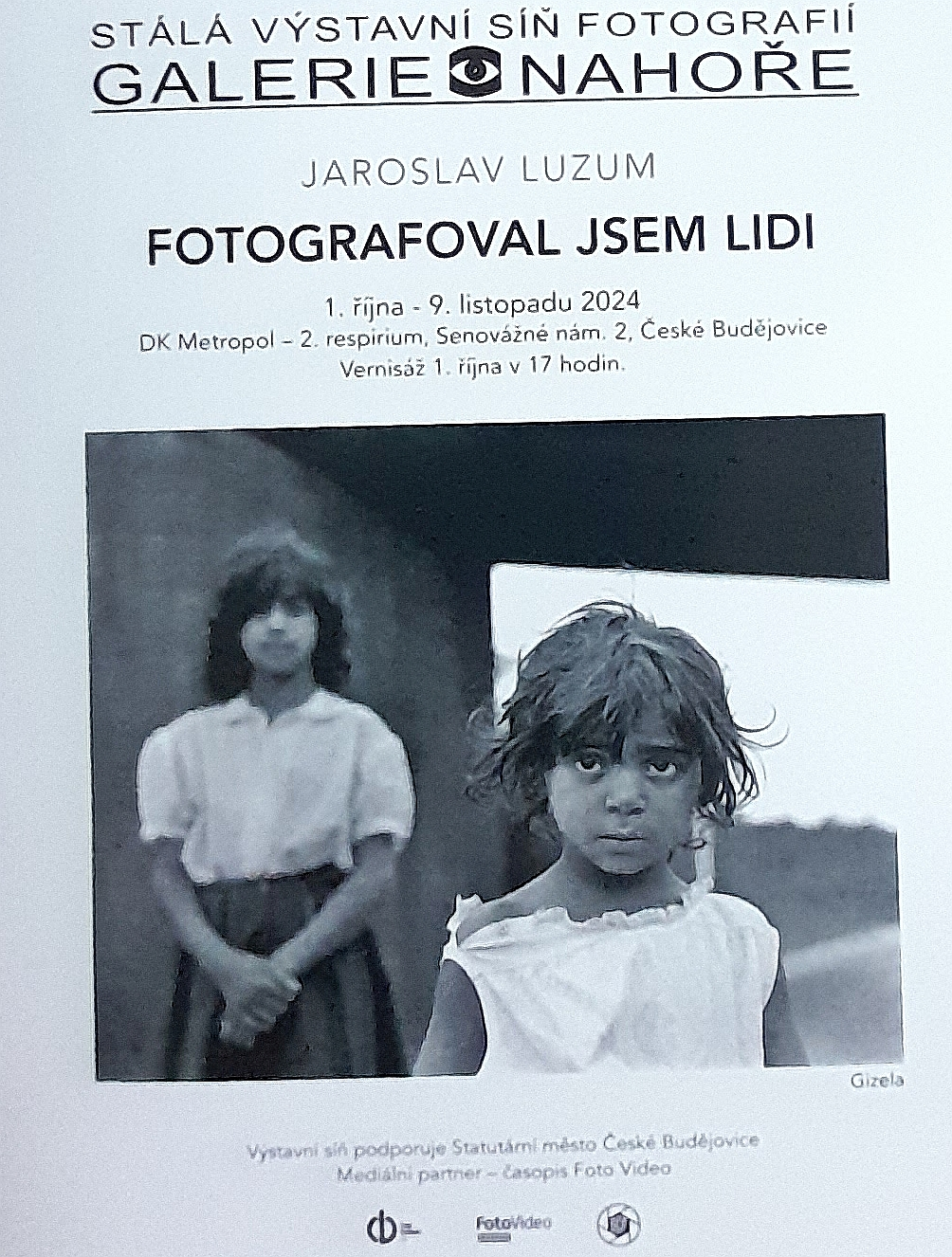
Pozvánka na výstavu fotografií Jaroslava Luzuma

Velkou část svého života se věnoval trenérské práci v tenisových oddílech. Zemřel v roce 2018 v Českých Budějovicích.

#### Ocenění
- 1966 – zvláštní cena časopisu Mladý svět za fotografii První ples na výstavě Foto session[2]
- 1968 – bronzová medaile na světové výstavě fotografií Štěstí člověka pořádaná v Berlíně